# Dimitrij Ovtcharov
Dimitrij Ovtcharov (Oekraïens: Дмитро Михайлович Овчаров, Dmytro Mikhailovitsj Ovcharov, Russisch: Дмитрий Михайлович Овчаров, Dmitrij Michailovitsj Ovtsjarov) (Kyiv, 2 september 1988) is een Duitse tafeltennisser van Oekraïense oorsprong. Hij werd in 2007, 2008 en 2009 Europees kampioen met de Duitse nationale mannenploeg. In juni 2010 won hij individueel zijn eerste toernooi op de ITTF Pro Tour, het India Open. Ovtcharov is de zoon van Mikhail Ovtcharov, een voormalig tafeltennisser uit de Sovjet-Unie.
Ovtcharov verhuisde in 1992, wegens de Kernramp van Tsjernobyl met zijn familie naar Duitsland. Hij kreeg de Duitse nationaliteit en komt sinds 2007 uit voor de Duitse nationale A-ploeg. Hij werd lid van tafeltennisclub TSV Schwalbe Tündern uit Tündern, gemeente Hamelen, waar hij tot het seizoen 2006/2007 speelde. Nadien speelde hij met onder meer Timo Boll in de Duitse Bundesliga voor Borussia Düsseldorf. In 2009 stapte hij wegens het drukke speelschema in de Duitse competitie over naar La Villette Charleroi, waarna hij in 2010 een tweejarig contract tekende bij het Russische Orenburg Gazprom om daar samen te spelen met Vladimir Samsonov.
Ovtcharov behaalde tweemaal een Olymische zilveren medaille: op de Olympische Zomerspelen 2008 met zijn landgenoten Timo Boll, Christian Süß en reserve Bastian Steger en in 2020 met Boll en Patrick Franziska.
In oktober 2017 won hij de wereldbeker in Luik tegen zijn landgenoot Timo Boll met 4-2.
In februari 2018 bereikte hij zijn hoogste positie op de ITTF-wereldranglijst, toen hij voor het eerst op het hoogste schavotje stond.
Op 22 september 2010 werd Ovtcharov betrapt op het gebruik van clenbuterol, een verboden middel. Hij werd per direct geschorst door de Duitse tafeltennisbond. Ovtcharov zelf ontkende het gebruikt te hebben. Hij werd vrijgesproken nadat hij kon bewijzen dat het door vervuild vlees kwam.

## Clubs
| Jaar        | Club                    | Club      |
| ----------- | ----------------------- | --------- |
| 2005 - 2006 | TSV Schwalbe Tündern    | Duitsland |
| 2007 - 2008 | Borussia Düsseldorf     | Duitsland |
| 2009 - 2010 | La Villette Charleroi   | België    |
| 2010 - 2021 | Fakel Gazproma Orenburg | Rusland   |
| 2022 - .... | TTC Neu-Ulm             | Duitsland |

## Belangrijkste resultaten

### Olympische Zomerspelen
| Editie        | Resultaat              | Prestatie |
| ------------- | ---------------------- | --- |
| Peking - 2008 | 4e ronde (individueel) | 1e ronde: vrij 2e ronde: vrij 3e ronde: versloeg Adrian Crișan 4 - 3 4e ronde: verloor van Ko Lai Chak 1 - 4 |
| Peking - 2008 | (team)                 | groepsfase: 1e in groep B versloegen CRO 3 - 0 versloegen CAN 3 - 0 versloegen SGP 3 - 1 halve finale: versloegen JPN 3 - 2 finale: verloren van CHN 0 - 3                                                                                  |
| Londen - 2012 | (individueel)          | 1e ronde: vrij 2e ronde: vrij 3e ronde: versloeg Paul Drinkhall 4 - 0 4e ronde: versloeg Chen Weixing 4 - 0 kwartfinale: versloeg Michael Maze 4 - 3 halve finale: verloor van Zhang Jike 1 - 4 voor brons: versloeg Chuang Chih-yuan 4 - 2 |
| Londen - 2012 | (team)                 | 1e ronde: versloegen SWE 3 - 1 kwartfinale: versloegen AUT 3 - 0 halve finale: verloren van CHN 1 - 3 voor brons: versloegen HKG 3 - 1 |
| Rio - 2016    | (team)                 | 1e ronde: versloegen TPE 3 - 1 kwartfinale: versloegen AUT 3 - 1 halve finale: verloren van JPN 1 - 3 voor brons: versloegen KOR 3 - 1 |
| Tokio - 2020  | (individueel)          | 1e ronde: vrij 2e ronde: vrij 3e ronde: versloeg Kirill Skatsjkov 4 - 0 4e ronde: versloeg Koki Niwa 4 - 1 kwartfinale: versloeg Hugo Calderano 4 - 2 halve finale: verloor van Ma Long 3 - 4 voor brons: versloeg Lin Yun-ju 4 - 3         |
| Tokio - 2020  | (team)                 | 1e ronde: versloegen POR 3 - 0 kwartfinale: versloegen TPE 3 - 2 halve finale: versloegen JPN 3 - 2 finale: verloren van CHN 0 - 3 |
| Parijs - 2024 | 3e ronde (individueel) | 1e ronde: versloeg Marcos Madrid 4 - 0 2e ronde: versloeg Vitor Ishiy 4 - 1 3e ronde: verloor van Félix Lebrun 3 - 4 |
| Parijs - 2024 | kwartfinale (team)     | 1e ronde: versloegen CAN 3 - 0 kwartfinale: verloren van SWE 0 - 3 |

### Wereldkampioenschappen
| Editie            | Resultaat                            | Prestatie |
| ----------------- | ------------------------------------ | --- |
| Guangzhou - 2008  | 7e (team)                            | 1/8e finale: versloegen AUT 3 - 2 kwartfinale: verloren van KOR 1 - 3 |
| Yokohama - 2009   | 1/8e finale (individueel)            | 1e ronde: versloeg Kou Lei 4 - 2 2e ronde: versloeg Koki Niwa 4 - 2 3e ronde: versloeg Ko Lai Chak 4 - 3 1/8e finale: verloor van Ma Long 1 - 4 |
| Yokohama - 2009   | 2e ronde (dubbel) met Bastian Steger | 1e ronde: versloegen Mikkel Hindersson / Kasper Sternberg 4 - 1 2e ronde: verloren van Thomas Keinath / Peter Sereda 0 - 4 |
| Moskou - 2010     | (team)                               | eerste ronde: vrij kwartfinale: versloegen RUS 3 - 0 halve finale: versloegen KOR 3 - 1 finale: verloren van CHN 1 - 3 |
| Rotterdam - 2011  | 4e ronde (enkelspel)                 | 1e ronde: versloeg Espen Rønneberg 4 - 0 2e ronde: versloeg Stefan Fegerl 4 - 1 3e ronde: versloeg Seiya Kishikawa 4 - 0 4e ronde: verloor van Timo Boll 2 - 4 |
| Rotterdam - 2011  | 1e ronde (dubbel) met Christian Süß  | 1e ronde: verloren van Alfredo Carneros / Carlos Machado 2 - 4 |
| Dortmund - 2012   | (team)                               | groepsfase: 1e in groep B kwartfinale: versloegen SWE 3 - 0 halve finale: versloegen JPN 3 - 1 finale: verloren van CHN 0 - 3 |
| Parijs - 2013     | 4e ronde (enkelspel)                 | 1e ronde: versloeg Vjatsjeslav Boerov 4 - 0 2e ronde: versloeg Zoran Primorac 4 - 0 3e ronde: versloeg Tang Peng 4 - 2 4e ronde: verloor van Patrick Baum 1 - 4 |
| Tokio - 2014      | (team)                               | groepsfase: 1e in groep B kwartfinale: versloegen SGP 3 - 0 halve finale: versloegen JPN 3 - 1 finale: verloren van CHN 1 - 3 |
| Suzhou - 2015     | 2e ronde (enkelspel)                 | 1e ronde: versloeg Padasak Tanviriyavechakul 4 - 1 2e ronde: verloor van Lee Sang-su 3 - 4 |
| Düsseldorf - 2017 | 4e ronde (enkelspel)                 | 1e ronde: versloeg Lubomír Jančařík 4 - 2 2e ronde: versloeg Paul Drinkhall 4 - 1 3e ronde: versloeg Hunor Szőcs 4 - 3 4e ronde: verloor van Koki Niwa 3 - 4 |
| Halmstad - 2018   | (team)                               | groepsfase: 1e in groep A 1/8e finale: vrij kwartfinale: versloegen BRA 3 - 1 halve finale: versloegen KOR 3 - 2 finale: verloren van CHN 0 - 3 |
| Boedapest - 2019  | 3e ronde (enkelspel)                 | 1e ronde: versloeg Michael Tauber 4 - 0 2e ronde: versloeg Deni Kožul 4 - 2 3e ronde: verloor van Tomislav Pucar 3 - 4 |
| Durban - 2023     | 3e ronde (enkelspel)                 | 1e ronde: versloeg Can Akkuzu 4 - 3 2e ronde: versloeg Niagol Stoyanov 4 - 1 3e ronde: verloor van Tomislav Pucar 3 - 4 |
| Durban - 2023     | (dubbel) · met Patrick Franziska     | 1e ronde: versloegen Amin Ahmadian / Amir Hossein Hodaei 3 - 0 2e ronde: versloegen Ho Kwan-kit / Wong Chun-ting 3 - 2 3e ronde: versloegen Shunsuke Togami / Yukiya Uda 3 - 2 kwartfinale: versloegen Paul Drinkhall / Liam Pitchford 3 - 1 halve finale: versloren van Jang Woo-jin / Lim Jong-hoon 2 - 3 |
| Busan - 2024      | kwartfinale (team)                   | groepsfase: 1e in groep 2 1e ronde: vrij 1/8e finale: versloegen IRI 3 - 0 kwartfinale: verloren van TPE 0 - 3 |

### Wereldbeker
| Editie           | Resultaat                 | Prestatie |
| ---------------- | ------------------------- | --- |
| Verviers 2013    | (individueel)             | groep: versloeg Yan An 4 - 2 groep: versloeg Chen Chien-an 4 - 0 kwartfinale: versloeg Tang Peng 4 - 1 halve finale: verloor van Xu Xin 3 - 4 3e plek: versloeg Timo Boll 4 - 1 |
| Halmstad 2015    | (individueel)             | 1e ronde: versloeg Gao Ning 4 - 0 kwartfinale: versloeg Koki Niwa 4 - 1 halve finale: verloor van Ma Long 0 - 4 3e plek: versloeg Jun Mizutani 4 - 0                            |
| Saarbrücken 2016 | 1e ronde (individueel)    | 1e ronde: verloor van Kristian Karlsson 1 - 4 |
| Luik 2017        | (individueel)             | 1e ronde: versloeg Kou Lei 4 - 1 kwartfinale: versloeg Aleksandr Sjibajev 4 - 3 halve finale: versloeg Simon Gauzy 4 - 3 finale: versloeg Timo Boll 4 - 2                       |
| Parijs 2018      | 4e (individueel)          | 1e ronde: versloeg Mattias Falck 4 - 3 kwartfinale: versloeg Lee Sang-su 4 - 3 halve finale: verloor van Timo Boll 2 - 4 3e plek: verloor van Lin Gaoyuan 1 - 4                 |
| Chengdu 2019     | kwartfinale (individueel) | groep: versloeg Daniel Habesohn 4 - 3 groep: versloeg Vladimir Samsonov 4 - 2 1e ronde: versloeg Mattias Falck 4 - 3 kwartfinale: verloor van Ma Long 1 - 4                     |
| Weihai 2020      | kwartfinale (individueel) | 1e ronde: versloeg Liam Pitchford 4 - 3 kwartfinale: verloor van Ma Long 1 - 4                                                                                                  |

### Europese kampioenschappen
| Editie                 | Resultaat                            | Prestatie |
| ---------------------- | ------------------------------------ | --- |
| Belgrado - 2007        | (enkelspel)                          | 1e ronde: vrij 2e ronde: versloeg Fabio Santomauro 4 - 0 3e ronde: versloeg Dmitri Mazoenov 0 - 4 4e ronde: versloeg Robert Svensson 4 - 3 1/8e finale: versloeg Jörgen Persson 4 - 1 kwartfinale: w/o tegen Kalinikos Kreanga halve finale: verloor van Timo Boll 0 - 4 |
| Belgrado - 2007        | 3e ronde (dubbel) met Patrick Baum   | 1e ronde: vrij 2e ronde: versloegen Almir Divovic / Edin Hadzic 3 - 0 3e ronde: verloren van Chen Weixing / Robert Gardos |
| Belgrado - 2007        | 1e ronde (gemengd) met Laura Stumper | 1e ronde: verloren van Christophe Legoût / Laurie Phai Pang 1 - 3 |
| Belgrado - 2007        | (team)                               | 1e ronde: versloegen FRA 3 - 0 2e ronde: versloegen BLR 3 - 1 halve finale: versloegen POL 3 - 0 finale: versloegen CRO 3 - 0 |
| Sint-Petersburg - 2008 | 1/8e finale (enkelspel)              | 1e ronde: vrij 2e ronde: versloeg Sergei Petrov 4 - 0 3e ronde: versloeg Carlos Machado 4 - 1 4e ronde: versloeg Aleksandar Karakašević 4 - 1 1/8e finale: verloor van João Monteiro 2 - 4                                                                               |
| Sint-Petersburg - 2008 | 4e ronde(dubbel) met Bastian Steger  | 1e ronde: vrij 2e ronde: versloegen Daniel Zwickl / David Zombori 3 - 0 3e ronde: versloegen Ronald Redjep / Andrej Gaćina 3 - 2 4e ronde: verloren van Adrian Crişan / Andrei Filimon 0 - 3                                                                             |
| Sint-Petersburg - 2008 | (team) ·                             | 1e in groep A kwartfinale: versloegen RUS 3 - 1 halve finale: versloegen AUT 3 - 2 finale: versloegen BLR 3 - 2 |
| Stuttgart - 2009       | (team) ·                             | 1e in groep A kwartfinale: versloegen SWE 3 - 1 halve finale: versloegen ROU 3 - 0 finale: versloegen DEN 3 - 2 |
| Ostrava - 2010         | (team) ·                             | 1e in groep A kwartfinale: versloegen SWE 3 - 0 halve finale: versloegen FRA 3 - 1 finale: versloegen BLR 3 - 0 |
| Gdańsk-Sopot - 2011    | kwartfinale (enkelspel)              | 1e ronde: vrij 2e ronde: versloeg Roko Tošić 4 - 2 3e ronde: versloeg Konstantinos Papageorgiou 4 - 1 4e ronde: versloeg Jens Lundqvist 4 - 0 1/8e finale: versloeg Robert Gardos 4 - 0 kwartfinale: verloor van Bojan Tokič 3 - 4                                       |
| Gdańsk-Sopot - 2011    | (team) ·                             | 1e in groep A kwartfinale: versloegen GRE 3 - 1 halve finale: versloegen POR 3 - 1 finale: versloegen SWE 3 - 0 |
| Herning - 2012         | kwartfinale (enkelspel)              | 1e ronde: versloeg Robin Devos 4 - 0 2e ronde: versloeg Carlos Machado 4 - 2 3e ronde: versloeg Tiago Apolónia 4 - 1 kwartfinale: verloor van Tan Ruiwu 3 - 4 |
| Herning - 2012         | (dubbel) · met Vladimir Samsonov     | 1e ronde: versloegen Tan Ruiwu / Wang Zengyi 3 - 2 2e ronde: versloegen Paul Drinkhall / Liam Pitchford 3 - 1 kwartfinale: versloegen Tiago Apolónia / João Monteiro 4 - 0 halve finale: verloren van Robert Gardos / Daniel Habesohn 2 - 4                              |
| Schwechat - 2013       | (enkelspel)                          | 1e ronde: versloeg Constantin Cioti 4 - 0 2e ronde: versloeg Carlos Machado 4 - 0 3e ronde: versloeg Pavel Platonov 4 - 0 kwartfinale: versloeg van Quentin Robinot 4 - 1 halve finale: versloeg Bastian Steger 4 - 2 finale: versloeg Vladimir Samsonov 4 - 0           |
| Schwechat - 2013       | (team) ·                             | 1e ronde: versloegen AUT 3 - 0 kwartfinale: versloegen FRA 3 - 0 halve finale: versloegen RUS 3 - 0 finale: versloegen GRE 3 - 1 |
| Lissabon - 2014        | (team) ·                             | 1e in groep A kwartfinale: versloegen FRA 3 - 0 halve finale: versloegen CRO 3 - 1 finale: verloren van POR 1 - 3 |
| Jekaterinaburg - 2015  | (enkelspel)                          | 1e ronde: versloeg Benedek Oláh 4 - 0 2e ronde: versloeg Anton Källberg 4 - 1 3e ronde: versloeg Liam Pitchford 4 - 2 kwartfinale: versloeg van Panagiotis Gionis 4 - 2 halve finale: versloeg Tiago Apolónia 4 - 0 finale: versloeg Marcos Freitas 4 - 1                |
| Jekaterinaburg - 2015  | (team) ·                             | 1e in groep B kwartfinale: versloegen GRE 3 - 0 halve finale: versloegen FRA 3 - 1 finale: verloren van AUT 2 - 3 |
| Boedapest - 2016       | 2e ronde (enkelspel)                 | 1e ronde: versloeg Marc Duran 4 - 0 2e ronde: verloor van Jakub Dyjas 2 - 4 |
| Luxemburg - 2017       | (team) ·                             | 1e in groep A kwartfinale: versloegen UKR 3 - 0 halve finale: versloegen SLO 3 - 2 finale: versloegen POR 3 - 0 |
| Alicante - 2018        | 3e ronde (enkelspel)                 | 1e ronde: versloeg Robin Devos 4 - 1 2e ronde: versloeg Aleksandr Sjibajev 4 - 1 3e ronde: verloor van Vladimir Samsonov 2 - 4 |
| Nantes - 2019          | (team) ·                             | 1e in groep A kwartfinale: versloegen SLO 3 - 0 halve finale: versloegen FRA 3 - 0 finale: versloegen POR 3 - 0 |
| Warschau - 2020        | (enkelspel)                          | 1e ronde: versloeg Ibrahim Gündüz 4 - 1 2e ronde: versloeg Andrej Gaćina 4 - 2 3e ronde: versloeg Kristian Karlsson 4 - 2 kwartfinale: versloeg Lubomír Jančařík 4 - 3 halve finale: versloeg Marcos Freitas 4 - 2 finale: verloor van Timo Boll 1 - 4                   |
| München - 2022         | kwartfinale (enkelspel)              | 1e ronde: versloeg Martin Andersen 4 - 1 2e ronde: versloeg Csaba András 4 - 0 3e ronde: versloeg Marcos Freitas 4 - 3 kwartfinale: verloor van Kristian Karlsson 2 - 4                                                                                                  |
| Linz - 2024            | (enkelspel)                          | 1e ronde: versloeg Ioannis Sgouropoulos 4 - 1 2e ronde: versloeg Martin Allegro 4 - 0 3e ronde: versloeg Marcos Freitas 4 - 2 kwartfinale: versloeg Patrick Franziska 4 - 0 halve finale: verloor van Benedikt Duda 2 - 4                                                |

### Europese Top-12
| Editie            | Resultaat   | Prestatie |
| ----------------- | ----------- | --- |
| Frankfurt - 2008  | kwartfinale | kwartfinale: verloor van Aleksej Smirnov 2 - 4 (8-11, 11-3, 8-11, 11-8, 11-13, 5-11) |
| Düsseldorf - 2009 | kwartfinale | groep: verloor van Jörgen Persson 3 - 4 groep: versloeg Robert Gardos 4 - 0 kwartfinale: verloor van Michael Maze 2 - 4 |
| Düsseldorf - 2010 | kwartfinale | groep: versloeg Robert Gardos 4 - 1 groep: versloeg Kalinikos Kreanga 4 - 2 kwartfinale: verloor van Chen Weixing 0 - 4 |
| Luik - 2011       | kwartfinale | groep: versloeg Jean-Michel Saive 4 - 0 groep: versloeg Tiago Apolónia 4 - 0 kwartfinale: verloor van Kalinikos Kreanga 0 - 4 |
| Lyon - 2012       | Goud        | groep: versloeg Werner Schlager 4 - 0 groep: versloeg Bojan Tokič 4 - 1 kwartfinale: versloeg Adrian Crișan 4 - 1 halve finale: versloeg Chen Weixing 4 - 2 finale: versloeg Kirill Skatsjkov 4 - 0                                             |
| Lausanne - 2014   | Brons       | groep: versloeg Robert Gardos 3 - 2 groep: verloor van Tiago Apolónia 2 - 3 kwartfinale: versloeg Timo Boll 4 - 3 halve finale: verloor van Michael Maze 2 - 4 3e plaats: versloeg Adrien Mattenet 4 - 2                                        |
| Bakoe - 2015      | Goud        | groep: versloeg Simon Gauzy 3 - 1 groep: versloeg Andrej Gaćina 3 - 0 groep: versloeg Pär Gerell 3 - 0 kwartfinale: versloeg Adrien Mattenet 4 - 0 halve finale: versloeg Panagiotis Gionis 4 - 3 finale: versloeg Marcos Freitas 4 - 3         |
| Gondomar - 2016   | Goud        | groep: versloeg Simon Gauzy 3 - 0 groep: versloeg Panagiotis Gionis 3 - 0 groep: verloor van João Monteiro 2 - 3 kwartfinale: versloeg Tiago Apolónia 4 - 0 halve finale: versloeg Kristian Karlsson 4 - 3 finale: versloeg João Monteiro 4 - 2 |
| Antibes - 2017    | Goud        | groep: versloeg Jonathan Groth 3 - 2 groep: versloeg Simon Gauzy 3 - 2 groep: versloeg João Monteiro 3 - 1 kwartfinale: versloeg Stefan Fegerl 4 - 0 halve finale: versloeg Kou Lei 4 - 3 finale: versloeg Aleksandr Sjibajev 4 - 2             |
| Montreux - 2018   | Zilver      | 1e ronde: versloeg Lionel Weber 4 - 0 kwartfinale: versloeg Panagiotis Gionis 4 - 1 halve finale: versloeg Jonathan Groth 4 - 1 finale: verloor van Timo Boll 0 - 4                                                                             |
| Montreux - 2019   | Goud        | 1e ronde: versloeg Kou Lei 4 - 0 kwartfinale: versloeg Jonathan Groth 4 - 1 halve finale: versloeg Timo Boll 4 - 3 finale: versloeg Vladimir Samsonov 4 - 3                                                                                     |
| Montreux - 2023   | Brons       | 1e ronde: versloeg Robert Gardos 4 - 1 kwartfinale: versloeg Andrej Gaćina 4 - 1 halve finale: verloor van Darko Jorgić 4 - 3 |
| Montreux - 2024   | kwartfinale | 1e ronde: versloeg Álvaro Robles 4 - 0 kwartfinale: w/o voor Truls Möregårdh |